# Madison Violet
Madison Violet ist ein kanadisches Folk-Duo aus Toronto. Es besteht aus den Sängerinnen und Songschreiberinnen Brenley MacEachern und Lisa MacIsaac.

## Geschichte
MacIsaac und MacEachern begegneten sich zum ersten Mal in einem Künstlertreff in Toronto, als MacEachern Mitglied der Band Zoebliss war. MacIsaac wurde für kurze Zeit ebenfalls Mitglied dieser Band, und das Paar arbeitete weiter zusammen, als sich Zoebliss 1999 auflöste. Zunächst nannten sie sich Madviolet; später benannten sie sich in Madison Violet um.
Sie veröffentlichten in Kanada drei Alben im Eigenverlag und erhielten für ihr viertes Album No Fool for Trying einen Vertrag bei True North Records. In Deutschland standen sie mit ihren Werken bis 2019 bei Lake/India Records unter Vertrag.
Das Duo geht immer wieder auf umfangreiche Tourneen durch Kanada, Europa und Australien. 2009 erhielten sie den Canadian Folk Award als „Best Vocal Group“, und sie gewannen den John Lennon Songwriting Contest im Bereich Folk. Im März 2019 tourten sie mit dem neuen Album Everything’s Shifting in Deutschland (12 Städte) und der Schweiz (drei Stationen). Im Februar 2023 starteten sie erneut eine Deutschlandtournee.
Lisa MacIsaac ist die Schwester des Geigers Ashley MacIsaac.

## Diskografie

### Alben
- Mad Violet EP (2002)
- Worry the Jury (2004)
- Caravan (2006)
- No Fool for Trying (2009)
- The Good in Goodbye (2011)
- Come as You Are (Live) (2012)
- Year of the Horse (14. November 2014)
- The Knight Sessions (2016)
- Sleigh Bells in the Snow (2016 ?)
- Everything’s Shifting (2019)
- Eleven (1. Juli 2022)

### Singles
- Light It Up (2004)
- Wake Up (2005)
- Crying (2009)
- These Ships (Matt James Remix) (2015)
- We Are Famous (2017)

## Auszeichnungen und Nominierungen
- 2005 ECMA- (East Coast Music Awards-) Nominierung (Best New Artist)[6]
- 2005 ECMA-Nominierung (Pop Recording of the Year / Worry the Jury)
- 2007 ECMA-Nominierung (Group Recording of the Year / Caravan)
- 2008 ECMA-Nominierung (Folk Recording of the Year / Caravan)[7]
- 2008 Canadian Folk Award nomination (Best Vocal Group)
- 2009 Canadian Folk Award - (Best Vocal Group)[8]
- 2009 John Lennon Songwriting Contest - Song of the Year & Grand Prize Winners Folk für The Ransom[9][10]
- 2011 Independent Music Awards - Folk/Singer-Songwriter „Song of the Year“ für The Random and Small of My Heart